# Robert G. Leffingwell
Robert G. Leffingwell (* 30. Juli 1909 in Iowa; † 18. Oktober 1984 in Florida) war ein US-amerikanischer Filmproduzent und Zeichner für Comics und Animationsfilme, der 1952 mit dem von ihm produzierten Kurzfilm The Story of Time für einen Oscar nominiert war.

## Biografie
Robert G. Leffingwell sprang 1936 für seinen Bruder Ed Leffingwell, der 1936 starb, ein und setzte dessen Arbeit an dem Comicstreifen Little Joe fort, der jeden Sonntag in der Chicago Tribune erschien. Er tat dies bis 1972, als die Geschichte um Little Joe endete. Beide Brüder waren Assistenten ihres Cousins Harold Gray bei dessen bekanntem Comic-Strip Little Orphan Annie. Nach Grays Tod 1968 sprang Leffingwell ebenfalls vorübergehend für dessen Little Orphan Annie ein. Weitere Comiczeichnungen entstanden beispielsweise für Centaur (Evidence Eddy, Taint So!) und National Periodicals Publications (It’s A Dern Lie, Sagebrush ’n’ Cactus, Sir Loin of Beef).
Leffingwell war 1938 einer der Zeichner für den Animationsfilm Wal in Sicht, der sich um Mickey, Donald und Goofy sowie ein Walfangschiff dreht. In dem Film lieh Walt Disney Mickey Mouse seine Stimme. Im darauffolgenden Jahr war Leffingwell dann der Chefzeichner für den Zeichentrickfilm Gullivers Reisen. Daran schloss sich 1940 eine Arbeit für den Animationsfilm Me Feelins Is Hurt an, in dem der Seemann Popeye Olivias Herz gewinnt. 
Im Jahr 1951 machte Leffingwell noch einmal auf sich aufmerksam mit dem Dokumentar-Kurzfilm The Story of Time, in dem der Erzähler von der Entstehung der Zeitmessung berichtet. Leffingwell produzierte den Film für Rolex in Technicolor. Realfilmaufnahmen wurden mit animierten Sequenzen gemischt. Der Film wurde auf der Berlinale 1951 mit einer Goldenen Plakette in der Kategorie „Bester Werbefilm“ ausgezeichnet und war zudem auf der Oscarverleihung 1952 für einen Oscar in der Kategorie „Bester Kurzfilm“ (1 Filmrolle) nominiert. Die Trophäe ging jedoch an Robert Youngson und seinen Film World of Kids.
Robert G. Leffingwell starb 1984 im Alter von 75 Jahren.

## Filmografie (Auswahl)
Animation
- 1938: Wal in Sicht (The Whalers; Kurzfilm)
- 1939: Gullivers Reisen (Gulliver’s Travels;  als Robert Leffingwell)
- 1940: Me Feelins Is Hurt (Kurzfilm;  als Bob Leffingwell)

als Produzent
- 1951: The Story of Time (Dokumentar-Kurzfilm)

## Auszeichnungen
- Internationale Filmfestspiele Berlin 1951: Gewinner der Goldenen Plakette für The Story of Time
in der Kategorie „Bester Werbefilm“
- Oscarverleihung 1952: Oscarnominierung für The Story of Time